# Sinbad Jr. and his Magic Belt
Sinbad Jr. (em inglês:  Sinbad Jr. and his Magic Belt) é um desenho com produção Hanna-Barbera que estreou em 1965. É a história de um marujo e suas várias aventuras, junto com seu papagaio Calado. Sinbad Jr. possui um cinto dourado que lhe dá poderes como grande força. Baseado no famoso personagem Sinbad, astro de vários filmes.

## Episódios[2]
nomes originais (em inglês)
1. Drubbers
2. Rock around the Rock
3. Ronstermon
4. Captain Sly
5. Caveman Daze
6. Circus Hi Jinks
7. Look Out, Lookout
8. Typical Bad Night
9. Woodchooper Stopper
10. Arabian Knights
11. Moon Madness
12. Sizemograph Laugh
13. Big Belt Bungle
14. Jack and the Giant
15. Turnabout is Foul Play
16. Elephant on Ice
17. Jekyll and Hyde
18. Kooky Spooky
19. Belted About
20. Big Deal Seal
21. The Gold Must Go Through
22. Belt, Buckle and Boom
23. Birdnapper
24. Tiny Tenniputians
25. Big Bully Blubbo Behaves
26. Sinbad Jr. and Moon Rocket
27. The Menace of Venice
28. Bat Brain
29. Invisible Villain
30. Sad Gladiator
31. About Ben Blubbo
32. Hypnotized Guys
33. Sizemodoodle Poodle
34. Faces from Space
35. Mad Mad Movies
36. The Truth Hurts
37. Bird God
38. Evil Wizard
39. Boat Race Ace
40. Knight Fright
41. My Fair Mermaid
42. Frozen Fracas
43. Sea Going Penguin
44. Sinbad Jr. and the Mighty Magnet
45. Tin Can Man
46. Vulture Culture
47. Wild Wax Works
48. Irish Stew
49. Sinbad Jr. and the Counterfeiters
50. Sea Horse Laughs
51. Hot Rod Salty
52. Sunken Treasure
53. Dodo A Go-Go
54. Gold Mine Muddle
55. Paleface Race
56. Surfboard Bully
57. Magic Belt Factory
58. Ride'em Sinbad
59. Sinbad Jr. and the Master Weapon
60. Fly by Knight
61. Rainmaker Fakers
62. Treasure of the Pyramids
63. Killer Diller
64. Railroad Ruckus
65. Teahouse Louse
66. Blubbo Goes Ape
67. Super Duper Duplicator
68. The Good Deed Steed
69. Blubbos Goose Goof
70. Hello Dolphin
71. The Monster Mosquito
72. Cry Sheep
73. Sea Serpent Secret
74. Wacky Walrus
75. Cookie Caper
76. Daze of Old
77. Way Out Mahout
78. Gaucho Blubbo
79. Claim Jumper
80. Space Beetles
81. Dinosaur Horror
82. Kangaroo Kaper
83. Claim Jumpers
84. Trap Happy Trapper
85. Whale of a Tale
86. Wicked Whirlpool

## Dubladores

### Nos Estados Unidos
- Sinbad Jr.: Tim Matheson
- o papagaio Calado (Salty): Mel Blanc

### No Brasil
- Sinbad Jr.: Cleonir dos Santos
- Calado: Orlando Drummond